# Šaleška dolina
Šaleška dolina (tudi Velenjska kotlina) je dolina na severnem delu Slovenije, na območju severovzhodnega predalpskega hribovja. Na zahodu ga obdajajo Kamniško-Savinjske Alpe, na vzhodu gorovje Pohorja, na jugu pa Posavsko hribovje. Dolina poteka v smeri severozahod-jugovzhod in je približno 8 kilometrov dolga ter 2 kilometra široka. Od Zgornje in Spodnje Savinjske doline jo ločijo Golte, Skornški hribi, paški vrhovi z goro Oljko in Ponikovska planota.
Predvsem na severu je dolina zaprta z verigo visokih gorovij ki se od severovzhoda proti severozahodu vrstijo: Paški Kozjak z Basališčem (1273 m) in s Špikom (1063 m), Smodivnik (923 m), Stropnica (860 m), Vodemlja (780 m), Ljubela (778 m), Graška gora (800 m), Krištanova planina (654 m), Veliki in Staknečev vrh (1223 m); najvišje se vzpenjata v ozadju Uršlja gora (1696 m) in Smrekovec (1569 m). Severno obrobje je sredogorsko nadaljevanje Karavank. Sever je zato prometno precej slabše povezan.
Jug doline je manj gorat, obdajajo jo nižje gore in hribi kot so npr. Vinska gora na severovzhodu. Južni rob ob Lozinskem gričevju je nastal ob pomembni Šoštanjski prelomnici, ob njej je kotlina prometno odprta proti vzhodu. Na koncu vzhodne odprtine se tudi nahaja mesto Velenje.
Vodovja v kotlini predstavljajo predvsem reke in številna jezera. Skozi Velenje teče reka Paka, ki iz severozahoda dobi več pritokov - Trebušnico, Veriželj in Slatino. Paka sama pa se pozneje izlije v Savinjo. 
Zaradi rudarstva se v dolini ugrezajo tla, voda zalije udorinine in tako so nastala Šaleška jezera znotraj eksploatacijske cone Premogovnika Velenje. Največje jezero je Velenjsko jezero potem sledi Družmirsko jezero in Škalsko jezero, ki se je začelo formirat že pred drugo svetovno vojno. Kjer se danes nahajajo jezera, je bilo nekoč več podeželskih naselij: Škale, Družmirje, Preloge, ki so se pogreznila in tako delno ali v celoti izginila. Podoba doline se zaradi premogovništva še vedno spreminja, prav tako se spreminjajo tudi Šaleška jezera.
Kotlina je nastala v poznem kenozoiku in sicer v poznem terciarju - pliocenu. Takrat so se zaradi epirogeneze začele pojavljati prelomnice, ki so navpično dvigovale in spuščale površje. Površje se je nagubalo, dno se je začelo ugrezati, med peskom in ilovico pa so začeli nastajati ligniti. To je rjavi premog, ki predstavlja veliko večino rudnega bogastva na tem območju. Velenjska kotlina je poleg Ljubljanskega barja tektonsko najmlajša v Sloveniji.